# CNT Congrés de València
CNT Congrés de València, CNT Renovada o simplement CNT (eliminant les sigles de l'AIT) van ser els noms amb els quals es va denominar en diferents èpoques diversos processos d'escissió del sindicat d'orientació llibertària CNT-AIT. Va ser CNT Congrés de València una escissió minoritària produïda al Congrés de la CNT-AIT de la Casa de Campo el 1979. Aquesta escissió es va unir a una altra, molt més important, produïda després del Congrés de Barcelona i Torrejón a través del denominat Congrés d'Unificació, celebrat a Madrid en 1984, i va ser coneguda, a partir de llavors, com a CNT Renovada o simplement CNT, fins que a l'abril de 1989 un jutge, en resposta a una denúncia posada davant els tribunals per CNT-AIT, va considerar il·legítim la manera en què s'havia convocat aquest congrés. A partir de llavors aquesta organització va passar a denominar-se Confederació General del Treball (CGT), passant prèviament per una fase d'adaptació en la qual es va denominar CGT-CNT.